# ۴۶۰ (میلادی)

## رویدادها
- هفتالیان سرزمین کوشان را تسخیر کرده و وارد هندوستان می‌شوند.
- شب ۲۷ مارس: سوابی‌ها به شهر لوگو از قلمرو گال‌ها حمله می‌کنند. فرماندار آنجا کشته می‌شود.
- شکست امپراتور روم، ماژوریان، به‌دست ویزیگوت‌ها.
- جدایی کلیسای قبطی از کلیسای ارتودوکس اسکندریه.

## مرگ‌ها
- ۲۰ اکتبر: آئلیا یودوسیا همسر تئودوسیویس دوم امپراتور روم.
- کلودیو رئیس قبایل سالی فرانکی.